# Senya Beraku
Senya Beraku est un village dans le district Awutu Senya de la région centrale du Ghana. Senya Beraku est le site de Fort Good Hope.